# Talasskij aeroport
Talasskij aeroport (ryska: Таласский аэропорт) är en flygplats i Kirgizistan. Den ligger i den västra delen av landet, 190 km väster om huvudstaden Bisjkek. Talasskij aeroport ligger 1 266 meter över havet.
Terrängen runt Talasskij aeroport är kuperad åt sydost, men åt nordväst är den platt. Runt Talasskij aeroport är det glesbefolkat, med 8 invånare per kvadratkilometer. Närmaste större samhälle är Talas, 2,5 km nordväst om Talasskij aeroport. Trakten runt Talasskij aeroport består i huvudsak av gräsmarker.